# Ołżas Szyngysbajew
Ołżas Szyngysbajew (ros. Олжас Чингисбаев; ur. 10 czerwca 1990) – kazachski zapaśnik walczący w stylu wolnym. Dwunasty w Pucharze Świata w 2013. Trzeci na mistrzostwach Azji juniorów w 2006 i 2010 roku.